# Cour de France
Pour les articles homonymes, voir Cour.

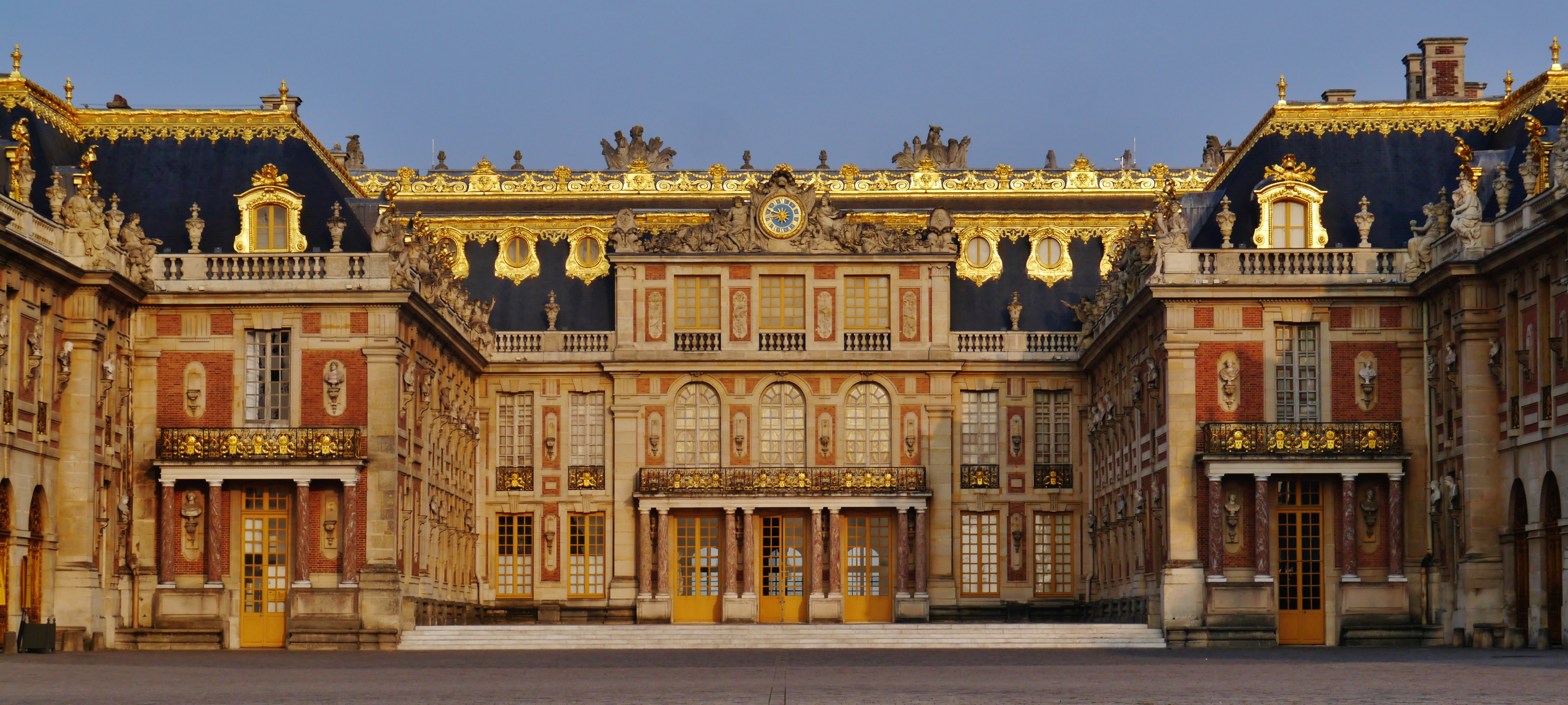
Le château de Versailles, parachèvement du système curial en France.

La cour de France — souvent plus simplement « la cour » — désigne l'ensemble des personnes (appelées courtisans) qui vivaient dans l'entourage direct du roi, ou, sous le Premier et le Second Empire, de l'empereur.
Ce monde curial se composait au Moyen Âge de grands seigneurs, mais également d'officiers royaux et ministériels chargés de l'administration royale, ainsi que de conseillers. Au fur et à mesure de la disparition des grands féodaux, elle se mua en une réunion de courtisans qui recherchaient la faveur royale et les pensions.
À la fin de l'Ancien Régime, le terme de cour désigne également le pouvoir royal dans son ensemble. La cour fut en effet le centre de la vie politique en France jusqu'à la Révolution. Elle joua encore un rôle de premier plan au XIXe siècle avec les différentes restaurations et les deux cours impériales.

## Étymologie
Le mot cour est attesté à partir du Xe siècle sous la forme cort au sens d’« espace découvert entouré de murs, d'habitations », mais aussi sous la forme curt « résidence d'un souverain et de son entourage », puis en 1100 au sens d’« entourage d'un souverain ». Vers 1130, on trouve à nouveau la forme cort « souverain et son conseil » ici « assemblée de vassaux réunie par le souverain pour régler une question importante ou pour une solennité ». Au début du XIVe siècle estre bien de court signifie « jouir de la faveur du roi ». En 1539 faire la court a quelqu'ung, c'est « être empressé auprès de lui pour gagner ses faveurs ». Une forme sans -t final apparaît régulièrement au XVIIe siècle, par exemple : cour « ensemble de personnes cherchant à obtenir les faveurs de quelqu'un ». Il s'agit d'un terme d'origine latine, plus précisément issu du bas latin curtis « cour de ferme » ou / et du gallo-roman *CORTE « cour de ferme, ferme, domaine » (> ancien français cort « ferme, exploitation agricole » cf. toponymes en -court) de l'accusatif latin cōrtem, contraction populaire du latin classique cohortem, accusatif de cohors « coin de ferme », au sens militaire « division du camp » d'où « troupes (cantonnées dans cette division) » accessoirement « gardes du corps d'un grand personnage ». L’orthographe moderne sans -t s'explique par une étymologie erronée d'après le latin classique curia (> curie, emprunt savant, mais dont l'évolution régulière en français se serait faite en *coire) dont certains sens sont proches. En revanche, dans le dérivé courtois, le -t- étymologique est conservé. Par contre, courtiser et courtisan ne sont pas attestés avant le XIVe siècle, car ce sont des emprunts à l'italien corteggiare et cortigiano de même étymon latin.

## Des origines à 1870

### La cour sous les Capétiens

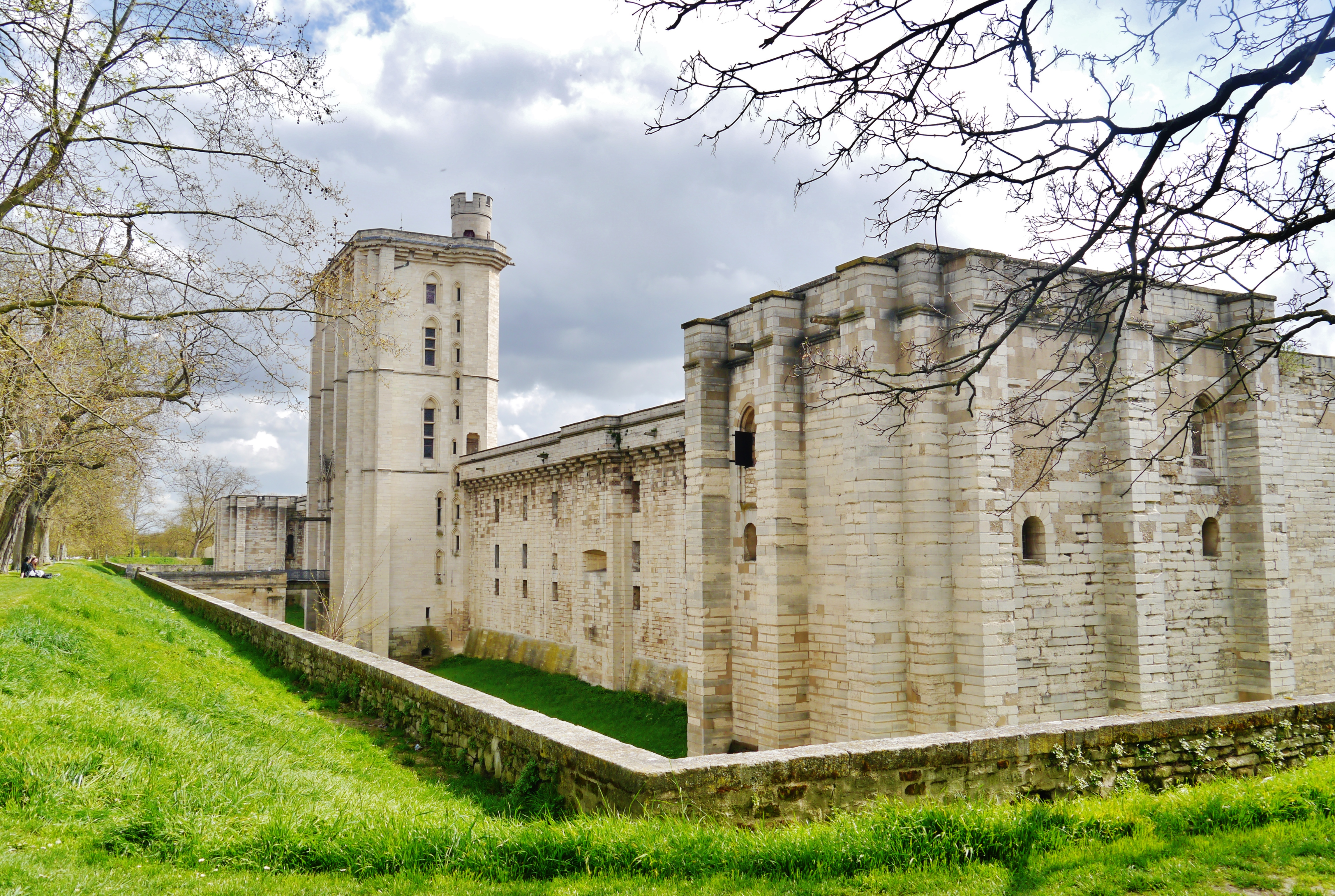
Le château de Vincennes, l'une des principales résidences des rois de la période médiévale.

La cour du roi de France était au Moyen Âge une administration comprenant les officiers de la couronne : le connétable, le sénéchal, le chancelier, etc. Ces derniers étaient choisis parmi les seigneurs en qui le roi mettait sa confiance. La justice royale, sous l'autorité du chancelier, finit par se séparer de la résidence royale au moment où les rois quittèrent le palais de la Cité, à Paris. Cette cour médiévale est déjà conséquente, le roi s'entourant de commensaux lors de ses repas.
La cour de France au Moyen Âge est itinérante : de façon schématique, on pourrait dire en suivant l'historien Boris Bove que « là où est le roi, là est la cour ». En dehors du palais de la Cité et plus tard (sous Louis IX et les derniers capétiens directs) du château du Louvre, les principales résidences des monarques de la période médiévale sont Vincennes, Compiègne, Fontainebleau, Melun, Senlis ou encore Saint-Germain-en-Laye. Des sites souvent choisis pour leur proximité immédiate avec des forêts et donc leur intérêt cynégétique.
Le roi passe ainsi les trois-quarts de son temps hors de Paris (et encore ce chiffre est-il sans doute surestimé du fait qu’un certain nombre d’actes sont produits au nom du souverain par des administrations installées dans la capitale). En se fondant sur ces seuls édits et ordonnances royales, on peut dénombrer 2 actes sur 11 effectués à Paris par Hugues Capet, 7 sur 45 pour Robert II, 15 sur 62 pour Henri Ier, 30 sur 120 pour Philippe Ier, 108 sur 239 pour Louis VI (un taux anormalement élevé qui reflète sans doute la réorganisation de la chancellerie).

### La cour sous les Valois

#### L'avènement des premiers Valois

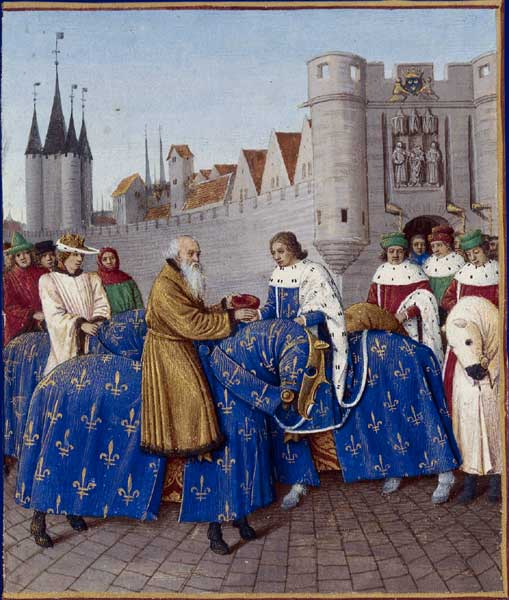
Le roi Charles V accueille l'empereur Charles IV à Paris : on remarque le cheval noir de l'empereur et le cheval blanc du roi.

Manque de moyens financiers, guerre contre les Anglais qui revendiquent le trône, captivité du roi Jean II, rébellions de provinces et jacqueries, révolte des Parisiens avec Étienne Marcel, lutte contre les Grandes Compagnies… les premiers rois Valois doivent affermir leur autorité sur le royaume.
Le roi Charles V est particulièrement attentif à établir un apparat qui rehausse le prestige de la couronne. Il veille à s'exprimer avec magnificence et manifeste un goût pour le luxe, ses journées sont codifiées par des rituels cérémonieux (imités en Bourgogne puis en Espagne pour donner la rigide étiquette des Habsbourg), ses résidences sont embellies, en particulier le château du Louvre et l'hôtel Saint-Pol, qui sont dotés de ménageries avec notamment des lions qui ont un grand succès dans la capitale.
Sur le plan diplomatique, et selon la formule des légistes de Philippe Auguste, le roi se montre « empereur en son royaume ». Lors de la visite de l'empereur Charles IV, tout est fait pour que le roi de France soit l'égal de son oncle : Charles V monte un cheval blanc, emblème de souveraineté, et fait donner des chevaux noirs à l’empereur et au roi des Romains.

#### Les derniers Valois et la Renaissance
La fin de la guerre de Cent Ans, comme l'influence grandissante de l'Italie renaissante entraînent une mutation profonde de la vie de cour française. L'apparition du canon rendant obsolètes les anciennes forteresses, les demeures royales abattent progressivement leurs murailles, et les architectes inspirés par les exemples italiens peuvent alors insérer dans leurs plans des éléments d'agrément et de confort, et ainsi faire des châteaux des lieux de plaisance et de divertissement. C'est le cas des vieux château du Louvre et de Fontainebleau (transformés par François Ier et Henri II), mais aussi dans le val de Loire des anciennes forteresses royales d'Amboise et de Blois (embellies dès les règnes de Charles VIII et de Louis XII), à la suite desquelles se métamorphosent de nombreux châteaux nobiliaires de la région. C'est dans des galeries couvertes de tableaux, de fresques maniéristes, dans des salons aux plafonds sculptés en bois rares, entourés de tapisseries, dans des parcs paysagers parsemé de statues de marbre rivalisant avec les antiques, que se jouent les fastes de la cour.
La cour de France devient un lieu de réflexions intellectuelles, un environnement propice aux découvertes et au progrès et un pôle d'attraction pour les artistes. Ceux-ci sont incités à venir, accueillis et protégés par les souverains. On peut penser aux artistes Léonard de Vinci, Le Primatice ou Benvenuto Cellini, aux écrivains comme Ronsard, Du Bellay, Clément Marot, ou encore aux humanistes comme Montaigne et Guillaume Budé. Les Valois allient ainsi un rôle de grand mécène à une dignité royale déjà millénaire.
La place des femmes évolue également à la cour de France, entraînant de nouvelles sociabilités. Dès les années 1440, le concubinage du roi avec une ou plusieurs favorites (Agnès Sorel pour Charles VII, Anne de Pisseleu pour François Ier, Diane de Poitiers pour Henri II...) devient une tradition. Le roi s'entoure de femmes enjouées et agréables issues de la petite et de la moyenne noblesse, entraînant ainsi leurs familles et leurs proches dans leur ascension. La noblesse, de plus en plus rassemblée autour du roi, s'adonne à des fêtes et à des divertissements nouveaux.
Anne de Bretagne instaure la « grand Court des Dames » car, rapporte Brantôme, « elle en avoit une très-grande suite, et de Dames et de filles ».
La cour devient ainsi synonyme de prestige, et ce d'autant plus que les monarques successifs entament un processus de cérémonialisation de leur quotidien. La cour se structure en effet peu à peu : Francois Ier crée la charge de maître des cérémonies qu'il confie à Jean Pot de Chemault. Cette charge, intitulée sous Henri III grand maître des cérémonies, vise à organiser le cérémonial entourant la vie du roi et de la famille royale (naissances, baptêmes, mariages, funérailles), les solennités liées à la monarchies (joyeuses entrées, sacres), ou encore les grands événements politiques (réceptions d'ambassadeurs, lits de justice, États généraux et assemblées de notables). Dans le même temps, les modes des cours étrangères sont importées en France : la reine Catherine de Médicis et son fils Henri III introduisent les modes italiennes ou encore les usages espagnols. Les premiers règlements de cour datent de 1578 et 1585 (notamment l'édit qui fixe « l'ordre que le roi veut être tenu en sa cour tant au département des heures que de la façon dont il veut être honoré et servi »). C'est la naissance progressive de l'étiquette.

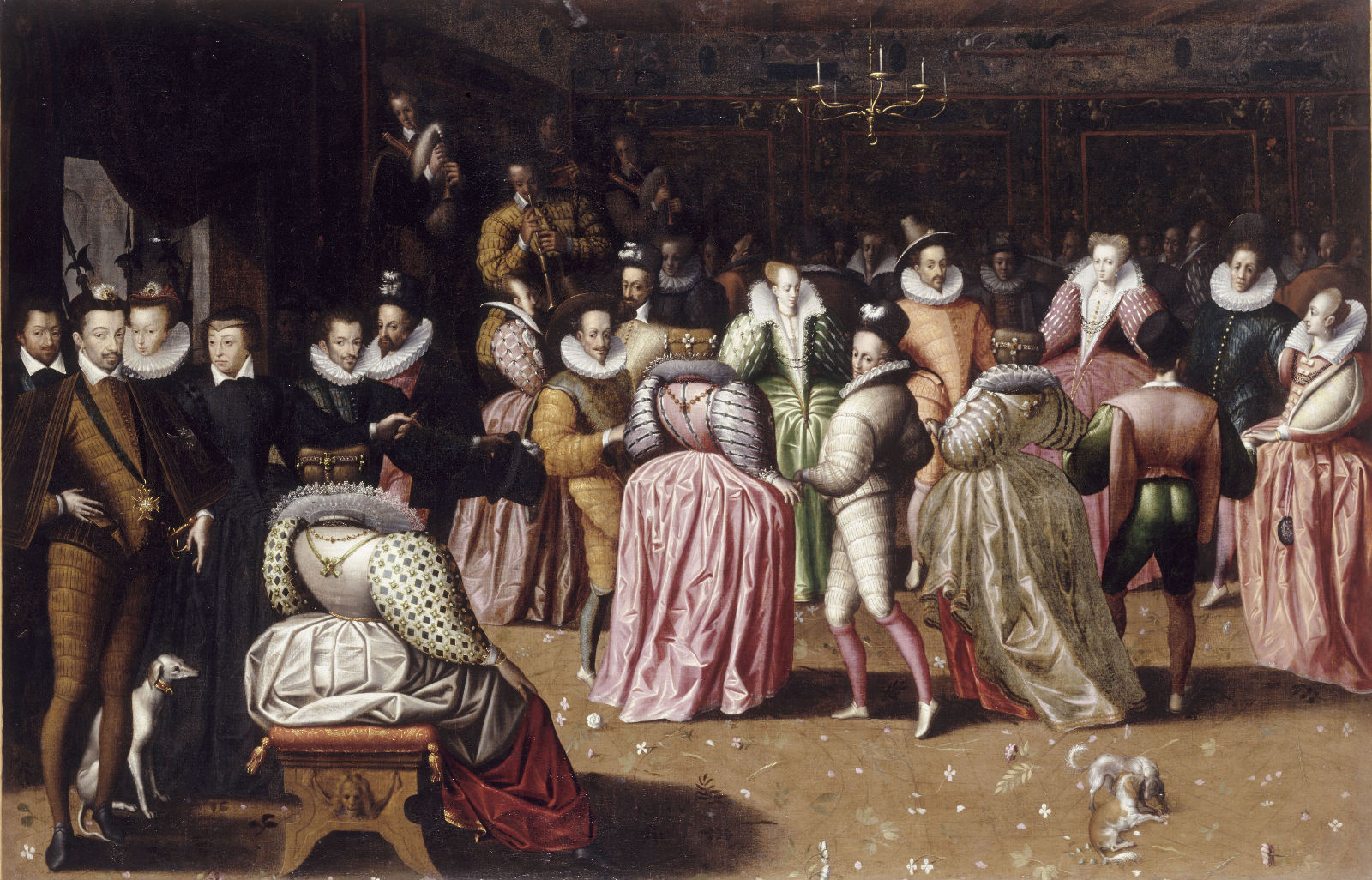
Un bal à la cour d'Henri III.

Fêtes, bals, banquets, concerts, chasses, renouveau architectural, promotion des arts et des sciences, développement des modes sont autant d'éléments qui font de la cour des Valois-Angoulême la plus somptueuse d'Europe. Une sophistication qui se traduit également par le soin porté à l'éducation de la noblesse, qui entreprend d'enseigner à ses fils et filles des disciplines aussi diverses que la musique, le chant, la danse, la rhétorique, la dialectique, la philosophie, la littérature, le grec et le latin.
Dans son roman La Princesse de Clèves, Madame de La Fayette livre une description de l'immense éclat de cette cour de France sous le règne d'Henri II :
« La magnificence et la galanterie n'ont jamais paru en France avec tant d'éclat que dans les dernières années du règne de Henri second. Ce prince était galant, bien fait et amoureux ; quoique sa passion pour Diane de Poitiers, duchesse de Valentinois, eût commencé il y avait plus de vingt ans, elle n'en était pas moins violente, et il n'en donnait pas des témoignages moins éclatants.

Comme il réussissait admirablement dans tous les exercices du corps, il en faisait une de ses plus grandes occupations. C'étaient tous les jours des parties de chasse et de paume, des ballets, des courses de bagues, ou de semblables divertissements ; les couleurs et les chiffres de madame de Valentinois paraissaient partout, et elle paraissait elle-même avec tous les ajustements que pouvait avoir mademoiselle de La Marck, sa petite-fille, qui était alors à marier.
La présence de la reine autorisait la sienne. Cette princesse était belle, quoiqu'elle eût passé la première jeunesse ; elle aimait la grandeur, la magnificence et les plaisirs. Le roi l'avait épousée lorsqu'il était encore duc d'Orléans, et qu'il avait pour aîné le dauphin, qui mourut à Tournon, prince que sa naissance et ses grandes qualités destinaient à remplir dignement la place du roi François premier, son père.

L'humeur ambitieuse de la reine lui faisait trouver une grande douceur à régner ; il semblait qu'elle souffrît sans peine l'attachement du roi pour la duchesse de Valentinois, et elle n'en témoignait aucune jalousie ; mais elle avait une si profonde dissimulation, qu'il était difficile de juger de ses sentiments, et la politique l'obligeait d'approcher cette duchesse de sa personne, afin d'en approcher aussi le roi. Ce prince aimait le commerce des femmes, même de celles dont il n'était pas amoureux : il demeurait tous les jours chez la reine à l'heure du cercle, où tout ce qu'il y avait de plus beau et de mieux fait, de l'un et de l'autre sexe, ne manquait pas de se trouver… »

### La cour sous les Bourbons
Si Henri IV et Louis XIII limitent le développement de la cour et privilégient leur vie privée, la cour tend à se structurer dès l'époque des derniers rois Valois et de ces deux premiers rois de la maison de Bourbon. Dès lors, la cour de France comprend l'ensemble des personnes qui approchent chaque jour le roi, qui vivent dans son entourage ou l'accompagnent dans ses déplacements. On peut subdiviser ces courtisans en quatre catégories :
- les grands officiers de la couronne, qui dirigent les services de l'État,
- la Maison du Roi, qui comprend tout le personnel servant le roi dans ses occupations quotidiennes,
- les Maisons des Reines, des Enfants de France, des Princes et Princesses de la famille royale,
- les particuliers, nobles et non nobles, venus près du roi, pour lui rendre des services dus à leurs obligations ou tenter d'obtenir des faveurs.

#### La cour sous Louis XIV: la domestication de la noblesse

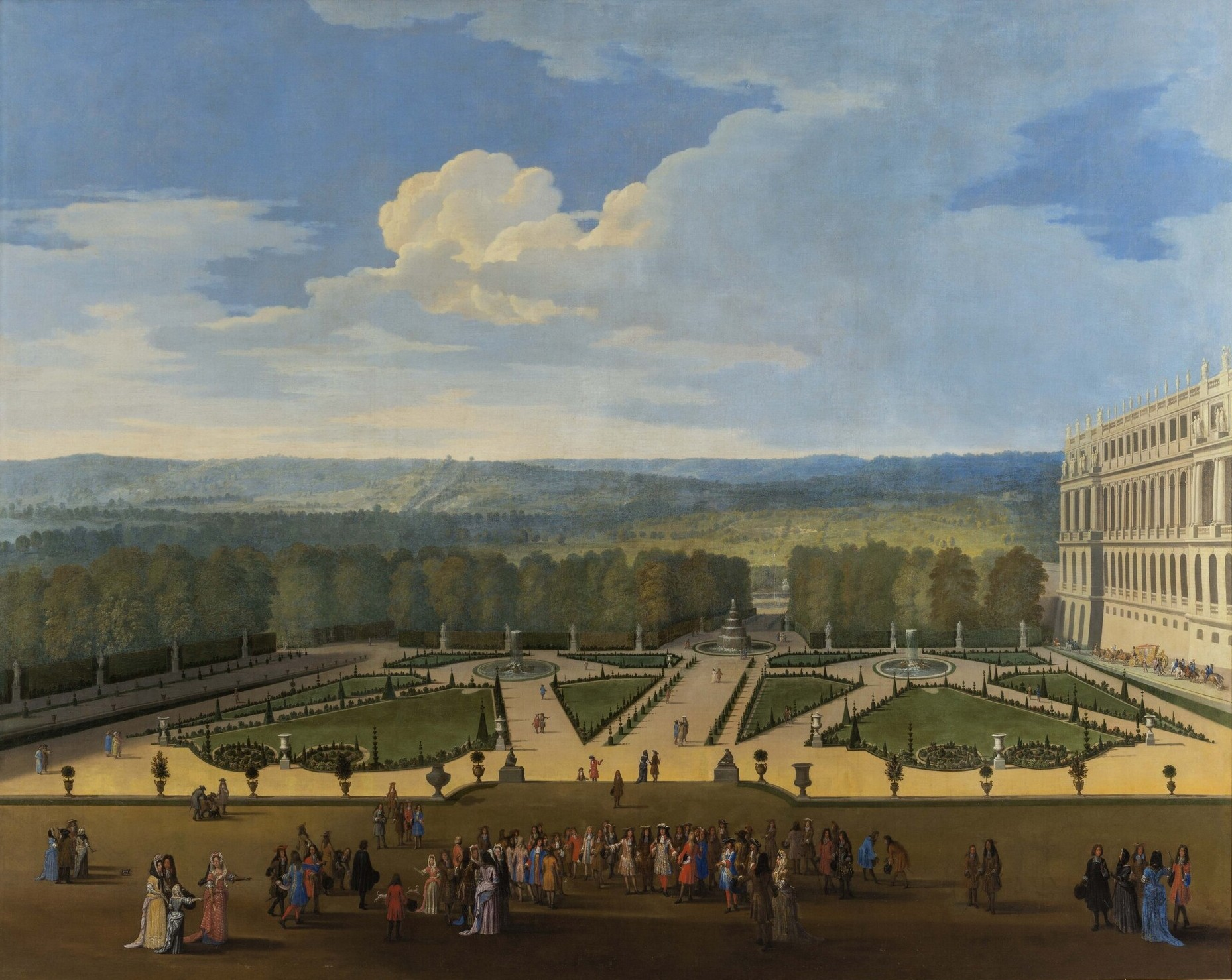
Promenade de Louis XIV entouré de la cour sur le parterre du Nord des jardins de Versailles, vers 1688.

Au début de son règne, Louis XIV s'inscrit encore dans la tradition d'une cour itinérante, qui s'installe au gré des saisons de chasse et des souhaits du roi tantôt au palais du Louvre, tantôt dans les châteaux de Saint-Germain, de Compiègne, de Vincennes, de Fontainebleau, de Saint-Cloud ou même de Chambord. Le roi complète dès 1661 et à nouveau en 1664 les règlements de cour de son prédécesseur Henri III.
C'est cependant à Versailles que Louis XIV souhaite très vite sédentariser sa cour. En 1682, il décide ainsi de transférer la cour et le gouvernement dans l'ancien pavillon de chasse de son père, où il avait initié de très importants travaux d'embellissement. Le programme de construction de Versailles, commence en 1667, et est l'œuvre directe et personnelle de Louis XIV, palais immense dont l'œil peut à peine mesurer l'étendue, au milieu d'un parc de 25 000 arpents, fermé par un mur de 12 lieues de circonférence.
Au début du règne de Louis XIV, peuple nomade, la cour réelle devait être de petite taille. Le duc d'Enghien à Fontainebleau écrit le 27 juin 1667 à Louise-Marie de Gonzague : « On ne s'est jamais tant ennuyé que l'on s'ennuie ici ; le Roi est enfermé quasi tout l'après-dîner, et les Reines jouent dans le même temps ; il n'y a presque point de femmes ici et fort peu d'hommes ; jamais la Cour n'a été si petite, et on ne sait quasi à quoi s'occuper. ». Sous Louis XIV, à Versailles, on estime que, selon les jours, entre 3 000 à 10 000 courtisans se pressent à la cour, en une société très hétéroclite et hiérarchisée : certains sont là par droit de naissance, d’autres par obligation sociale, d’autres encore par intérêt ou par curiosité, d’autres enfin pour gagner leur vie. 
L’accès facile au public explique en partie la foule qui remplit le palais. Le palais royal n'est en théorie pas ouvert à tous sans exception, mais il suffit que les dames soient en tenue de cour et accompagnées, et que les messieurs portent une épée pour que le passage soit libre. Indépendamment des courtisans, beaucoup flânent dans les couloirs, montent et descendent les escaliers ou se cachent derrière les piliers dans l'espoir d'apercevoir rapidement le roi et sa compagnie. Les touristes sont légion. Bientôt la noblesse française n'aspira plus qu'à vivre à Versailles, et poursuivit de longues intrigues pour obtenir l'autorisation d'occuper un appartement ou au moins une ou deux chambres au château. Primi Visconti compare le roi et sa cour à la reine des abeilles volant à travers les champs entourée de son essaim,.
Le budget de la cour est évalué entre 5 et 10 % du budget total de l'État (très loin derrière celui de la guerre). C'est un lieu de pouvoir, d'intrigues et de représentation, où l'étiquette joue un rôle sans cesse grandissant. En instituant un code complexe autour de ses moindres faits et gestes, le roi se met en scène, peuple de symboles chaque étape de sa vie quotidienne, et s'assure de contrôler au plus près les grands du royaume. Ce processus de domestication de la noblesse, rendu nécessaire par l'épisode de la Fronde au début du règne, va en effet faire des aristocrates les obligés du roi, en les incitant à chercher à obtenir sa faveur. Louis XIV substitue à l'image ancienne de la royauté, où « le prince se mêlait aux peines et joies des Parisiens », celle du « prince splendide aperçu seulement au-delà des merveilles des châteaux et de la foule des courtisans ».
La cour conserve par ailleurs son rôle de centre de la vie culturelle du royaume : le roi convie de nombreux artistes, comme les écrivains Molière, Racine, Boileau, le compositeur Lully, les peintres Le Brun, Rigaud, etc. Des années 1660 aux années 1680, les divertissements royaux orchestrés par Benserade, Quinault puis Molière et Lully entraînent, la noblesse dans un ballet sans fin, un « majestueux rituel » autour d’un roi Soleil, Apollon, Mars ou Neptune.
Selon Norbert Elias (La société de cour et Sur le processus de civilisation), la cour de Versailles est alors le modèle des cours européennes. Elle aurait notamment joué un rôle décisif dans ce qu'Elias appelle « processus de civilisation », c'est-à-dire l'intériorisation des normes morales par les individus et la répression des pulsions agressives. En effet, les usages de la cour, l'étiquette, l'interdiction du duel, etc., se seraient répandus à travers la société via un procès de « curialisation » de celle-ci, c'est-à-dire de généralisation du modèle moral de la cour à l'ensemble de la vie sociale.

L'idéal moral du XVIIe siècle européen, dont les salons littéraires vont devenir le lieu de forge et d'élaboration, est l'honnête homme, un modèle de comportement raisonnable, tempéré, policé dans une société où se côtoient Noblesse d'épée et Noblesse de robe, hauts personnages auxquels s'est jointe une bourgeoisie riche et éduquée. François de La Rochefoucauld invite dans le dialogue, à préférer l'écoute à l'éloquence, et à ne point vouloir se rendre toujours maître de la conversation:

« Ce qui fait que si peu de personnes sont agréables dans la conversation, c'est que chacun songe plus à ce qu'il veut dire qu'à ce que les autres disent. Il faut écouter ceux qui parlent, si on veut en être écouté; il faut leur laisser la liberté de se faire entendre, et même de dire des choses inutiles. Au lieu de les contredire ou de les interrompre, comme on fait souvent, on doit, au contraire, entrer dans leur esprit et dans leur goût, montrer qu'on les entend, leur parler de ce qui les touche, louer ce qu'ils disent autant qu'il mérite d'être loué, et faire voir que c'est plutôt par choix qu'on le loue que par complaisance. »

— La Rochefoucauld. De la conversation.
Les exigences de contenance, de possession de soi, voulus par la société civile comme échanges vont être de plus en plus nettement ressentis comme contraintes et seront plus tard dénoncées par Rousseau.
Depuis Richelieu un effort avait été fait pour réformer les modèles culturels qui ont présidé aux idéaux de la noblesse féodale — « le romanesque de l’aventure et la confiance en l’amour, la passion de se distinguer et le culte du héros » (R. Zuber) — et juguler l’effervescence libertine qui l'avait animée. Louis XIV contraint la noblesse à séjourner à la cours et en a fait la condition pour obtenir des charges, maintenir ses privilèges, participer aux décisions politiques, et se fondant dans la masse des courtisans, à rester sous le regard du roi et le flatter. À la mort de Louis XIV, la noblesse avait été mise au pas, et la cours était sortie de l'histoire.

#### La cour sous la Régence
Après la mort de Louis XIV et ses dernières années de règne marquées par les décès et une rigueur morale autant que religieuse, la période de la Régence de Philippe d'Orléans marque un retour à la légèreté et aux plaisirs. La cour renoue avec les fêtes et l'insouciance et se fixe à Paris : le jeune roi Louis XV vit au palais des Tuileries, tandis que le régent habite le palais royal, qui devient le cœur de la vie politique et artistique du royaume.

#### La cour sous Louis XV
Après sept ans d’absence, Louis XV se réinstalle à Versailles au mois de juin 1722. Sous son règne, la cour devient numériquement la plus importante. Il donne beaucoup d'ampleur aux cours féminines dont les principaux loisirs sont l'activité cynégétique, les promenades et les tables de jeux (de nombreuses dauphines y tiennent des cercles de jeu).
Homme pudique et timide, Louis XV souhaite davantage séparer sa vie privée des obligations de représentation imposées par le modèle de son prédécesseur. Il abandonne ainsi les « tables royales » dès 1724 (perte de la commensalité) au profit de « petits soupers » à partir des années 1735.
Le protocole versaillais demeure toutefois dans toute sa rigidité. Dès les années 1730, survient un important changement des modalités d'admission : les gentilshommes ne sont plus admis à la cour que sur leurs preuves de noblesse d'ancienne extraction. Ce système est même renforcé en 1759 : les degrés de « préséance » et les possibilités d'être présenté au roi et à sa famille sont ainsi accrus. « À l'avenir nulle femme ne sera présentée à Sa Majesté et nul homme ne pourra non plus être admis à monter dans ses carrosses et la suivre à la chasse à moins qu'il n'ait préalablement produit, devant le généalogiste de ses Ordres, trois titres établissant chaque degré de la famille du mari : tels que contrat de mariage, testament, partage, acte de tutelle, donation, etc., par lesquels la filiation sera établie clairement depuis 1400. ».

#### La cour sous Louis XVI: la cour comme piège de la monarchie

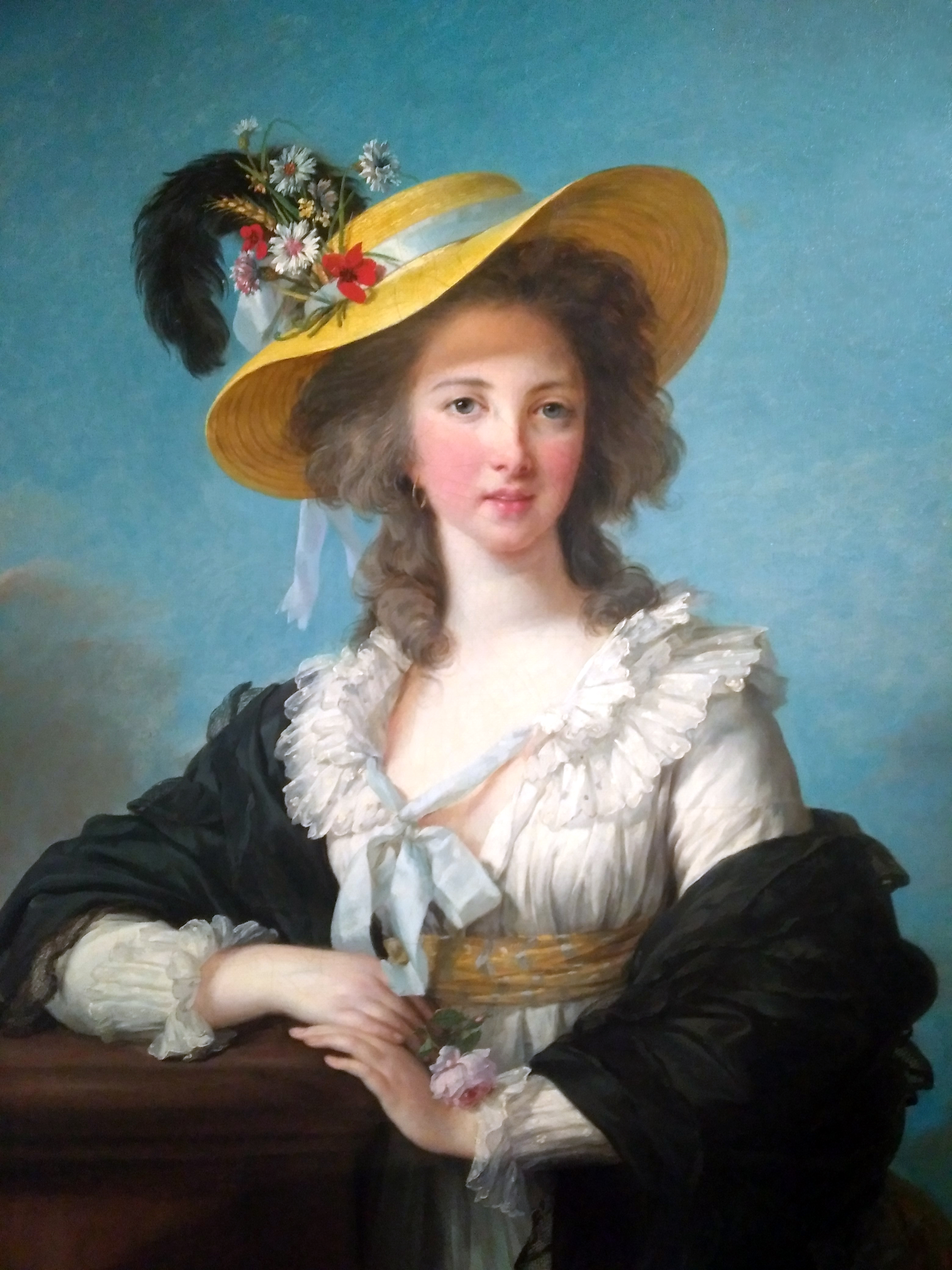
La duchesse de Polignac, figure emblématique de la cour sous Louis XVI.

Dans un royaume qui connaît des difficultés financières de plus en plus prononcées, les dépenses somptuaires de la cour sont un poids important : dès la montée de Louis XVI sur le trône, le roi s'emploie à les réduire. Mais en voulant supprimer les charges jugées inutiles, le roi doit les racheter à leurs détenteurs au prix fort et donner des suppléments de gages aux officiers pour leurs frais de bouche.
Le gaspillage demeure donc important : le total des dépenses de la cour en 1789 était de plus de 35 millions de livres, un chiffre qui représente le quinzième de l'ensemble des revenus de l'État. La cour devient ainsi de plus en plus impopulaire.
Depuis l'établissement de la cour à Versailles, les privilèges honorifiques, véritables instruments de récompenses, provoquent les intrigues des courtisans et favorisent la formation de partis et de coteries. Les familles de la grande noblesse se partagent les charges les plus prestigieuses dont elles s'estiment légitimement dépositaires. Or la reine Marie-Antoinette, qui apprécie peu la vieille cour, favorise plus volontiers ses proches comme la princesse de Lamballe ou la duchesse de Polignac et sa famille. Ce favoritisme nourrira le ressentiment d'une partie de la noblesse de cour et contribuera à l'impopularité de la souveraine.
Aux yeux des contemporains, toute réforme du système de cour aurait impliqué d'altérer le modèle monarchique hérité de Louis XIV, et aurait donc menacé de saper les fondements du pouvoir royal. Face à ces multiples difficultés, ni le roi, ni la reine ne se montrent capables d'élaborer un nouveau modèle curial.

### Après la Révolution

#### La cour sous le Premier Empire

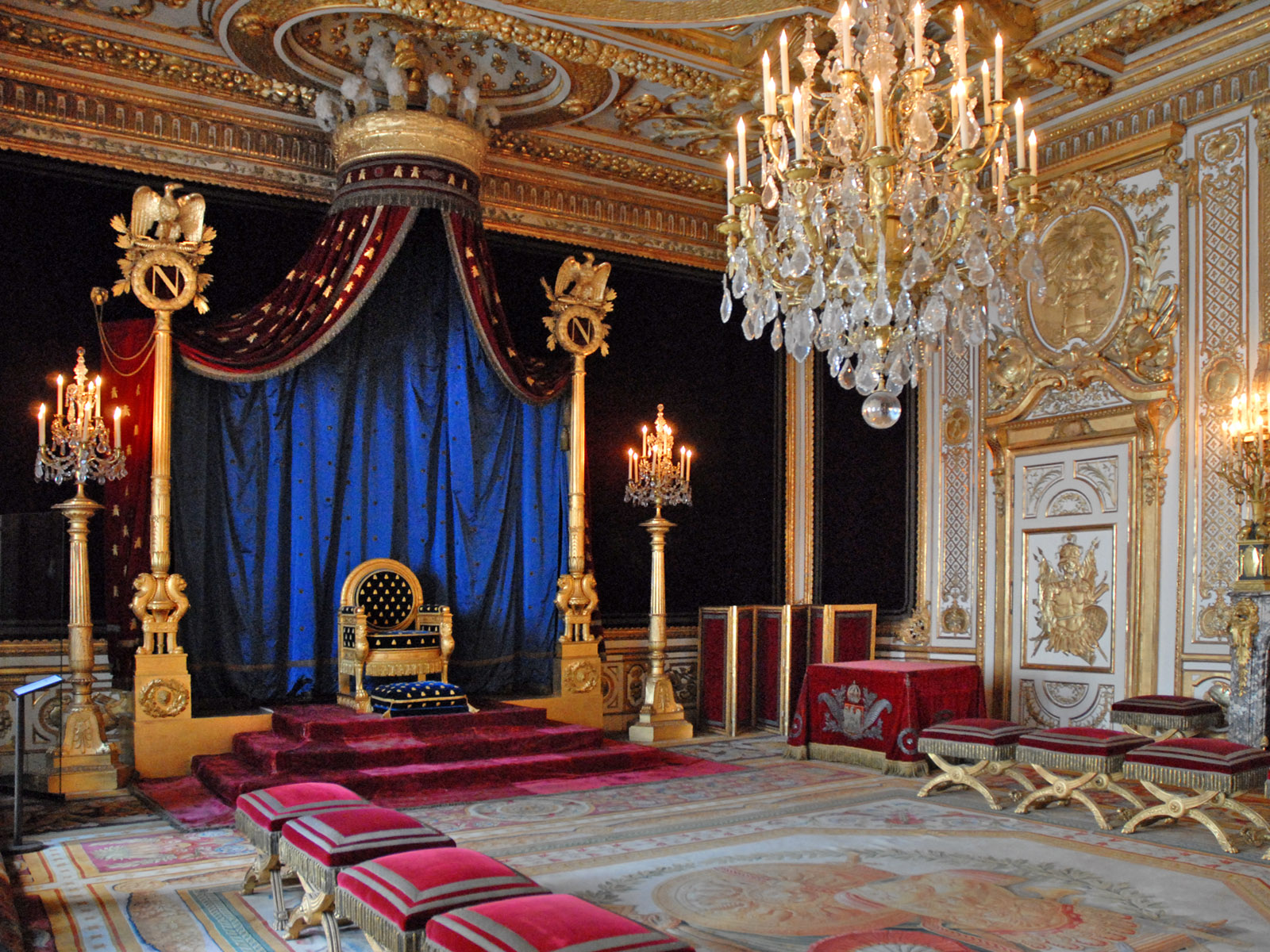
La salle du trône aménagée en 1808 au château de Fontainebleau.

Dès la fin du Consulat, Bonaparte s'entoure d'une cour qui joue un rôle essentiel dans la mue vers l'Empire. Après le sacre, la cour contribuera à glorifier et à enraciner le nouveau régime dans le pays mais aussi à le légitimer aux yeux de l'Europe. Renouvelant les traditions monarchiques, elle est formée des princes et princesses membres de la dynastie impériale, des grands dignitaires, des grands officiers de la couronne, ou encore d'écuyers, de hérauts d'armes, de pages, etc. Outre les Tuileries, l'empereur réinvestit les grands palais de la monarchie, en particulier Fontainebleau, Compiègne et Saint-Cloud, mais également Rambouillet et Trianon.
Outil politique, la cour est un moyen d'attirer les aristocrates d'Ancien Régime qui sont nombreux à rentrer d'émigration, de contrôler les grands personnages de l'Empire, et de créer les conditions d'une mixité entre l'ancienne noblesse et la nouvelle élite. Dans cet esprit, Napoléon renoue en 1808 avec le principe nobiliaire en créant ce qui deviendra la noblesse d'Empire : aux princes (créés dès 1804) et aux ducs (1806) s'ajoutent désormais des comtes, des barons et des chevaliers. Cependant, Napoléon échoue dans sa volonté de renouveler avec les fastes de Versailles.

#### La cour sous la Restauration

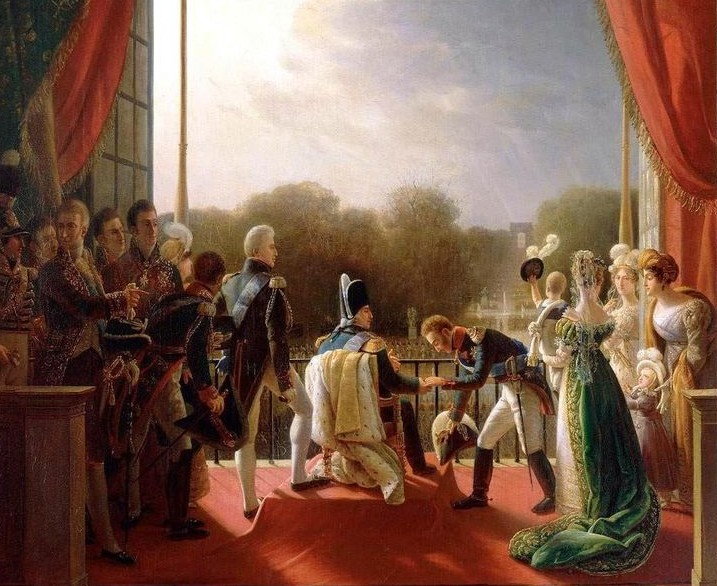
La famille royale et la cour entourant Louis XVIII au balcon des Tuileries en 1824.

Sous la Restauration, la cour ne parvient pas à retrouver l'ampleur qu'elle connaissait sous l'Ancien Régime, essentiellement pour des causes budgétaires. Les règles de l'étiquette se perdent peu à peu, si bien que la comtesse de Genlis doit écrire en 1818 un Dictionnaire critique et raisonné des étiquettes de la Cour ou l’esprit des étiquettes et des usages anciens à l'usage de la noblesse.

Néanmoins les questions de préséance reprennent toute leur place aux Tuileries. Se méfiant de la maison d'Orléans, Louis XVIII cherche par exemple à rabaisser ses cousins en leur refusant le prédicat d'Altesses royales. Le duc d'Orléans, futur Louis-Philippe, analyse dans ses papiers personnels les buts poursuivis par le roi :
« Son but était de créer deux familles parmi les Princes issus du même sang et investis des mêmes droits. L’une de Princes royaux entourée des mêmes honneurs que la Royauté elle-même, ayant même leurs Gardes du Corps distincts de ceux du Roi, portant les couleurs de leur livrée, et ne relevant que d’eux. Selon Louis XVIII, cette classe des Princes formait à elle seule la famille royale, tandis que l’autre classe, celle des Princes du Sang, n’était plus composée que de Princes secondaires, réduits à la condition de premiers particuliers de l’état, exclus de la famille royale, et seulement compris dans ce qu’on qualifiait de Maison royale, qualification subtile inventée par Louis XVIII pour désigner indistinctement tous les Princes appelés à succéder, afin de mettre la seconde classe des Princes, tout à fait en dehors de celle qu’il avait la prétention de faire considérer comme étant exclusivement la famille royale. »
À la fin du régime, la cour de Charles X fera l'objet d'importantes critiques, et elle finit par être dénoncée par les royalistes eux-mêmes, comme ayant précipité la chute de la monarchie : le comte de Salaberry en fait par exemple la première des quatre « plaies de la monarchie ».

#### La cour sous la monarchie de Juillet
Souhaitant rompre avec les règnes de ses prédécesseurs, le roi-citoyen initie dans un premier temps une monarchie dépouillée du protocole de l'ancienne cour. La liste civile de Charles X est dissoute dès le 31 juillet 1830 : en moyenne, le coût mensuel de la liste civile s’élevait en 1830 à environ 3,3 millions de francs ; en janvier 1831 ce coût tombe à moins de 290 000 francs. La maison militaire du roi disparaît purement et simplement, la maison du roi des Français ne compte plus que de 16 personnes (aides-de-camp, premier secrétaire, secrétaire et sous-secrétaire de cabinet…), et le cérémonial qui accompagnait auparavant la vie du monarque est dépouillé des grand chambellan, grand maître, grand écuyer, grand veneur, premier gentilhomme, huissiers, valets de chambre, etc. Louis-Philippe, plutôt que de s'installer au palais des Tuileries, continuera d'habiter jusqu'en 1831 au palais royal, résidence des Orléans depuis 1692.
Cependant, Louis-Philippe est considéré comme un usurpateur et sa légitimité est remise en cause non seulement par les légitimistes qui estiment que l'abdication de Charles X est nulle, mais aussi par les henriquinquistes partisans du duc de Bordeaux, ainsi que par les républicains. Le roi-bourgeois, qui s'est jusque-là plié aux attentes de la foule, joue un rôle de composition et ne tarde pas à jeter le masque, comme l'a bien compris le chansonnier Béranger.

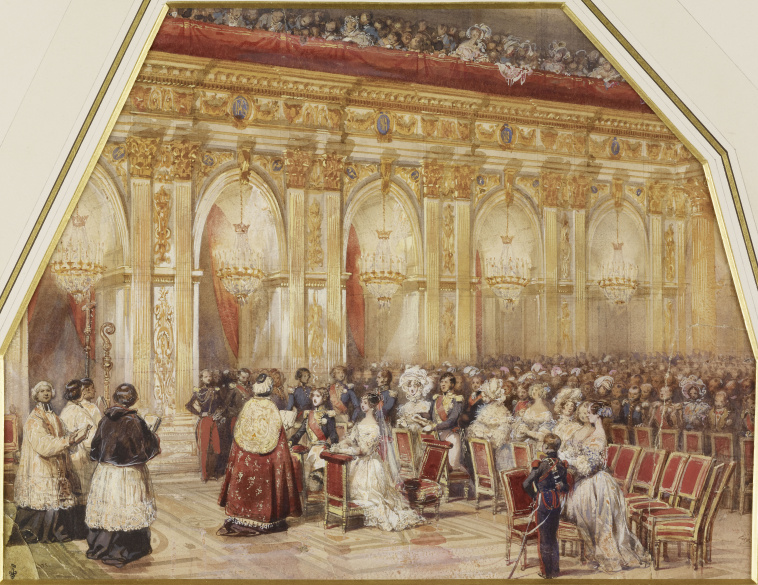
Le mariage du duc d'Orléans et de la princesse Hélène de Mecklembourg-Schwerin à Fontainebleau en 1837.

L’emménagement aux Tuileries en 1831 et l'accroissement dès 1832 des dépenses de la nouvelle liste civile du roi sont les premiers indices d’une « royalisation » de la monarchie de Juillet. Le rôle croissant de la reine Marie-Amélie au palais, le développement des charges de cour comme celle de la maréchale de Lobau, dame d'honneur de la reine attestent également d'une curialisation du régime, qui culmine avec les fêtes données à l'occasion du mariage du fils aîné du roi, Ferdinand-Philippe, au château de Fontainebleau en 1837. La comtesse de Boigne voit dans ces célébrations le reflet d'une « évidente velléité à remonter d’une marche l’échelle de la royauté », tandis que le comte Rodolphe Apponyi, attaché de l'ambassade d'Autriche à Paris écrit dans son journal :
« Jamais, depuis que le roi Louis-Philippe est sur le trône, je n’ai vu la cour plus brillante, plus rassurée, plus solidement établie qu’à Fontainebleau ; les ministres avaient l’air rayonnant, de tous côtés arrivaient les nouvelles les plus heureuses : les camps avaient été brillants, l’armée s’étant montrée belle, animée d’un bon esprit, les provinces calmes ; les élections surpassaient toute attente au point qu’on craignait que l’opposition ne fût trop en minorité et que cette Chambre ne devînt semblable à celle que, sous la Restauration, on surnomma l’Introuvable. »

#### La cour sous Napoléon III: la fête impériale

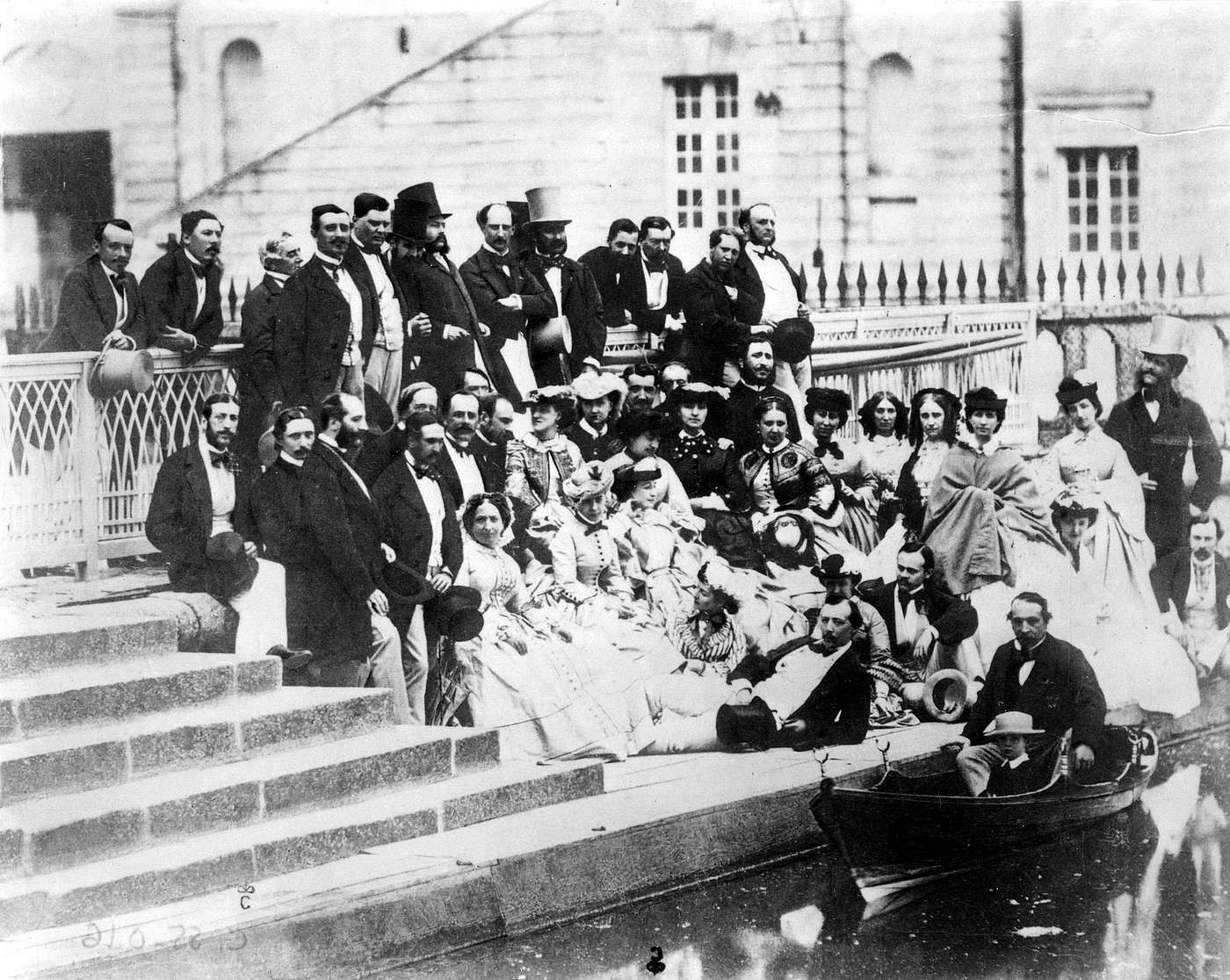
La cour à Fontainebleau vers 1860 : l'empereur et le prince impérial se trouvent sur la barque au premier plan.

Lorsqu'est proclamé le Second Empire, le nouvel empereur Napoléon III entend rehausser le prestige de son jeune régime en redonnant tout son lustre à la vie de cour. C'est son épouse, l'impératrice Eugénie de Montijo, qui est chargée de l'organiser et de l'animer.
Considérée comme cosmopolite et brillante, mais aussi comme trop frivole et trop insouciante, cette cour, qualifiée par ses détracteurs de permanente « fête impériale », s'articule autour de la famille impériale, de la maison de l’empereur, de la maison militaire, de la maison de l’impératrice, de la maison du prince impérial et de celles du prince Napoléon, de la princesse Marie-Clotilde et de la princesse Mathilde.
Doté d'une forte pension officielle et d'une très confortable liste civile, les festivités et les réceptions grandioses de l'empereur et de l'impératrice confèrent aussi à la « fête impériale » un rôle de propagande. L'ancienne étiquette réapparaît avec des charges spécifiques à la vie de cour, comme les écuyers, les chambellans, les préfets du palais...
La cour évolue alors principalement au palais des Tuileries, siège du pouvoir impérial, mais les usages tendent à se diversifier. Ainsi, dès 1856, le château de Compiègne devient un lieu de villégiature automnal habituel de la cour pour trois à six semaines. À l'exception des années 1860 et 1867, les souverains convient en effet de nombreux privilégiés en « séries » d'une centaine d'invités chacune. Il y avait généralement quatre séries. L'étiquette est réduite à son minimum, les convives jouissant d'une large indépendance.
D'autres résidences impériales sont également emblématiques de la vie de cour sous le Second Empire, à l'image du château de Fontainebleau, du château de Saint-Cloud ou encore de la Villa Eugénie de Biarritz.

### Les cours des souverains en exil

#### Cour de Louis XVIII (1793-1814, 1815)
Pendant la Révolution, les royalistes sont exilés un peu partout en Europe.
Lors des Cent-jours, le roi Louis XVIII prend à nouveau la route de l'exil. Il est suivi par certains fidèles à Gand. Installé dans l'hôtel d'Hane-Steenhuyse, le souverain déchu forme une version réduite de la cour qu'il tenait aux Tuileries. Le comte de Blacas est chargé de la Maison du Roi et un gouvernement en exil est formé.

#### Cour de Napoléon Ier (1814-1815, 1815-1821)
Lors de son premier exil sur l'île d'Elbe, Napoléon est reconnu comme souverain de cette petite principauté. C'est donc tout naturellement que l'empereur (qui conserve son titre) adopte les usages de la cour impériale dans ses résidences (la palazzina dei Mulini et la villa Napoleonica). Il a été suivi dans ce premier exil par plusieurs fidèles, et des membres de sa famille et des proches lui rendent visite, comme Madame Mère, sa sœur Pauline Borghese, ou encore la comtesse Walewska.

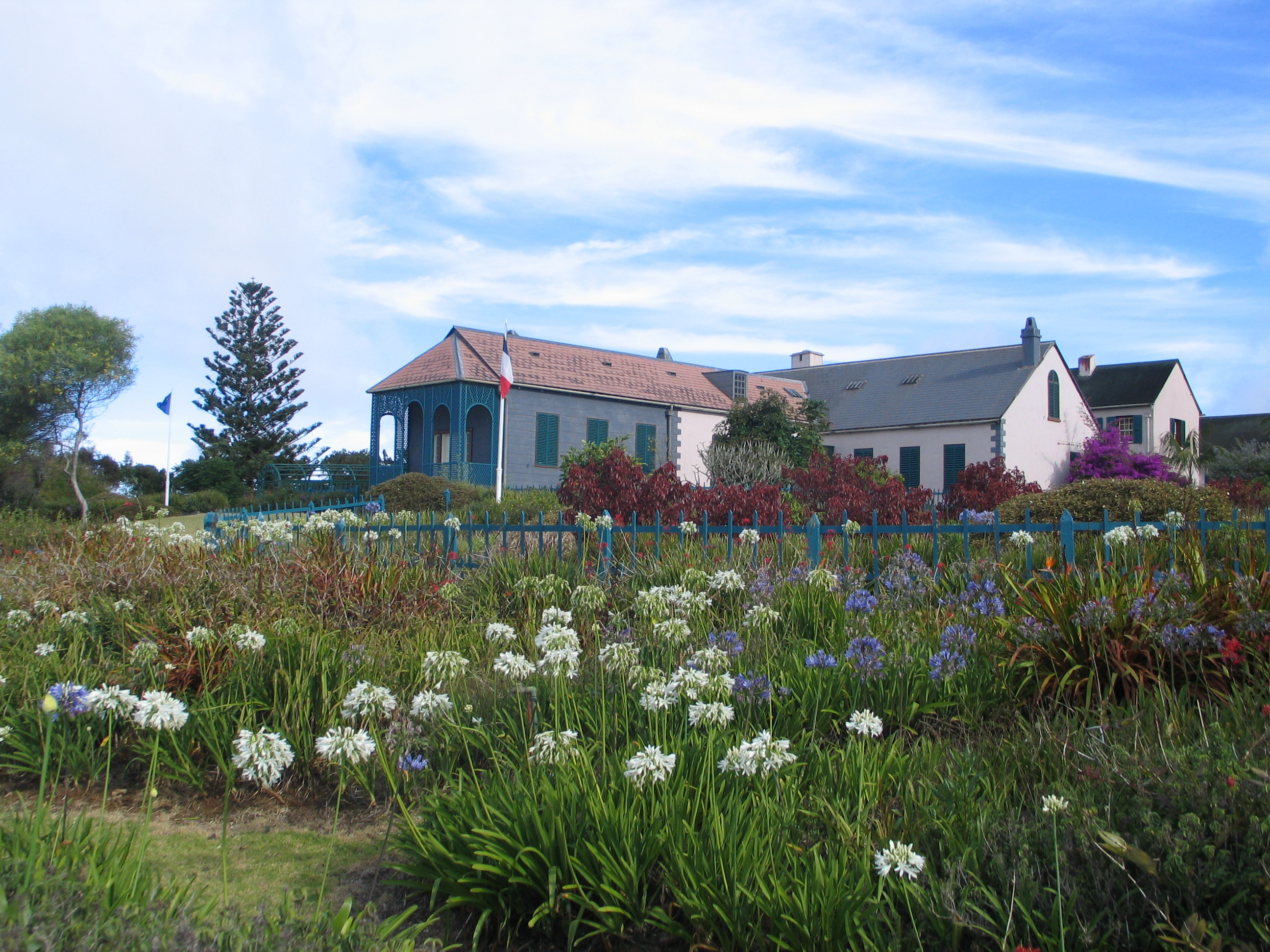
Longwood House, modeste « palais impérial » d'un empereur déchu.

Après Waterloo, c'est bien comme prisonnier que l'ancien empereur est déporté par les Britanniques sur l'île de Sainte-Hélène. Il est accompagné en exil par quelques fidèles, parmi lesquels le grand maréchal du palais Bertrand, le comte de Las Cases, le général de Montholon et le général Gourgaud, ainsi que des domestiques. Plusieurs d'entre eux choisiront de rentrer en Europe après quelques années et d'autres compagnons, pour la plupart corses et envoyés par la famille Bonaparte, feront leur arrivée. L'ex-empereur reçoit également plusieurs visiteurs de passage sur l'île, comme la jeune britannique Betsy Balcombe.
À Longwood House, Napoléon reconstitue un semblant de cour en tentant de maintenir les usages des Tuileries : maintien des titres et des fonctions de cour, rétablissement de la stricte étiquette impériale, sollicitations d'audiences, et même maintien des étrennes pour les quelques « courtisans ». Ce protocole qui pourrait paraître incongru au regard des circonstances de la détention, peut être expliqué, comme le fait Walter Scott par le souhait de préserver la dignité attachée au sacre impérial, autant que par le besoin d'isolement vis-à-vis de ses geôliers :
« La véritable cause qui lui faisait désirer de recevoir les titres et les honneurs d'un souverain, et qui engageait le gouvernement anglais à persister dans son refus, prenait sa source bien plus loin. Il est vrai que c'était un faible de Buonaparte, provenant peut-être de ce qu'il était un parvenu parmi les têtes couronnées de l'Europe, de se montrer en toute occasion excessivement inquiet et jaloux que la plus stricte étiquette et le plus grand cérémonial fussent observés à sa cour et envers sa personne. […] Il avait déjà éprouvé à l'île d'Elbe combien il était utile que l'étiquette mît une barrière entre sa personne et tout visiteur qui pouvait lui déplaire. »

## Les charges à la cour de France

### Sous l'Ancien Régime
Voir Grand office de la maison du roi de France, Grand office de la couronne de France.

## L'étiquette
L'étiquette de la cour de France a été profondément modifiée à partir du XVIe siècle (les Valois y ont introduit les usages italiens) et surtout au XVIIe siècle (avec l'apport d'usages de la cour d'Espagne).

## L'administration quotidienne de la cour
Les « marchands et artisans privilégiés suivant la cour » (itinérants puis tenant des baraques lorsque la cour se fixe à Versailles) et les « marchands et artisans ordinaires du roi » (fixés dans des lieux précis), munis de brevets de jouissance ou de lettres patentes, sont chargés d'approvisionner la cour en nourriture (charcutier, épicier), boisson (limonadier, vinaigrier et distillateur), fourniture (armurier, mercier, fleuriste, vendeur de tissus, fagots de bois, livres) et services (perruquier, repasseuse, tapissier).

## Les divertissements à la cour
La cour de France a vu se développer successivement plusieurs genres musicaux autour du ballet : le ballet de cour, la comédie-ballet, l'opéra-ballet, et l'acte de ballet.

## Dans la littérature

### Les mémorialistes de la cour

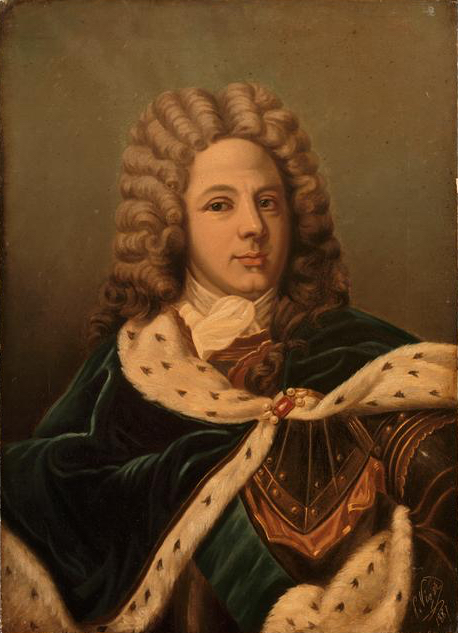
Le duc de Saint-Simon, célèbre mémorialiste de la vie de cour à Versailles, sous Louis XIV.

- Aliénor de Poitiers (cour de Bourgogne au XVe siècle)
- Brantôme (Renaissance)
- Françoise de Motteville (régence d'Anne d'Autriche)
- Ézéchiel Spanheim (règne de Louis XIV, 1690)
- Roger de Bussy-Rabutin (règne de Louis XIV)
- Marie de Rabutin-Chantal, marquise de Sévigné (règne de Louis XIV)
- Philippe de Courcillon, marquis de Dangeau (règne de Louis XIV)
- Louis de Rouvroy, duc de Saint-Simon (règne de Louis XIV, Régence)
- Henriette Louise de Waldner de Freundstein (règne de Louis XVI)
- Jeanne Louise Henriette Campan (règne de Louis XVI, Révolution)
- Laure Junot, duchesse d'Abrantès (Révolution, Empire et Restauration)
- Adèle d'Osmond, comtesse de Boigne (Restauration, monarchie de Juillet)

### Les romans
- La Princesse de Clèves (1678), de Madame de La Fayette (cour d'Henri II).
- La Reine Margot (1845) d'Alexandre Dumas (cour de Charles IX).

## Au cinéma
- La Reine Margot (1994), de Patrice Chéreau d'après Alexandre Dumas (cour de Charles IX).
- La Prise de pouvoir par Louis XIV (1966), de Roberto Rossellini (cour de Louis XIV, début du règne personnel).
- Ridicule (1996), de Patrice Leconte (cour de Louis XVI).
- Marie-Antoinette (2006) de Sofia Coppola (cour de Louis XVI).